# Дика територія
У найзагальнішому визначенні, дика територія — регіон, де земля належить державі, а людська активність зведена до мінімуму. Дика територія також може називатися природною територією або областю. В розвинутих країнах визначення звичайно точніше, а використання цієї території та будь-яка економічна активність на ній забороняється (або значно обмежується) законом. Багато країн визначили дикі території, зокрема Австралія, Канада, Нова Зеландія, Південно-Африканська Республіка і Сполучені Штати. Згідно з МСОП, природоохоронні території найвищого рівня захисту розподіляються у дві підкатегорії: Ia (Заповідник строгого режиму) і Ib (Дика територія).